# Furnariidae
I Furnariidi (Furnariidae G.R.Gray, 1840) sono una famiglia di uccelli passeriformi diffusi in America Centrale e Sud America.

## Descrizione
Sono uccelli passeriformi di taglia medio-piccola (da 10 a 26 cm di lunghezza, 8-109 g di peso); i maschi sono leggermente più grandi delle femmine. Il piumaggio, pressoché simile in entrambi i sessi, non è molto appariscente, essendo compreso in una gamma di colori che va dal grigio-brunastro al verde-olivastro, dal rossastro al nero, spesso con pattern abbastanza complessi di strisce e macchie di colori differenti. L'unica eccezione è rappresentata dal frontearancio coronato (Metopothrix aurantiaca) che presenta un piumaggio vivace che va dal giallo al verde. In alcune specie i maschi in fase riproduttiva esibiscono macchie colorate sulla gola. Il becco e le zampe sono scuri nella maggior parte delle specie.

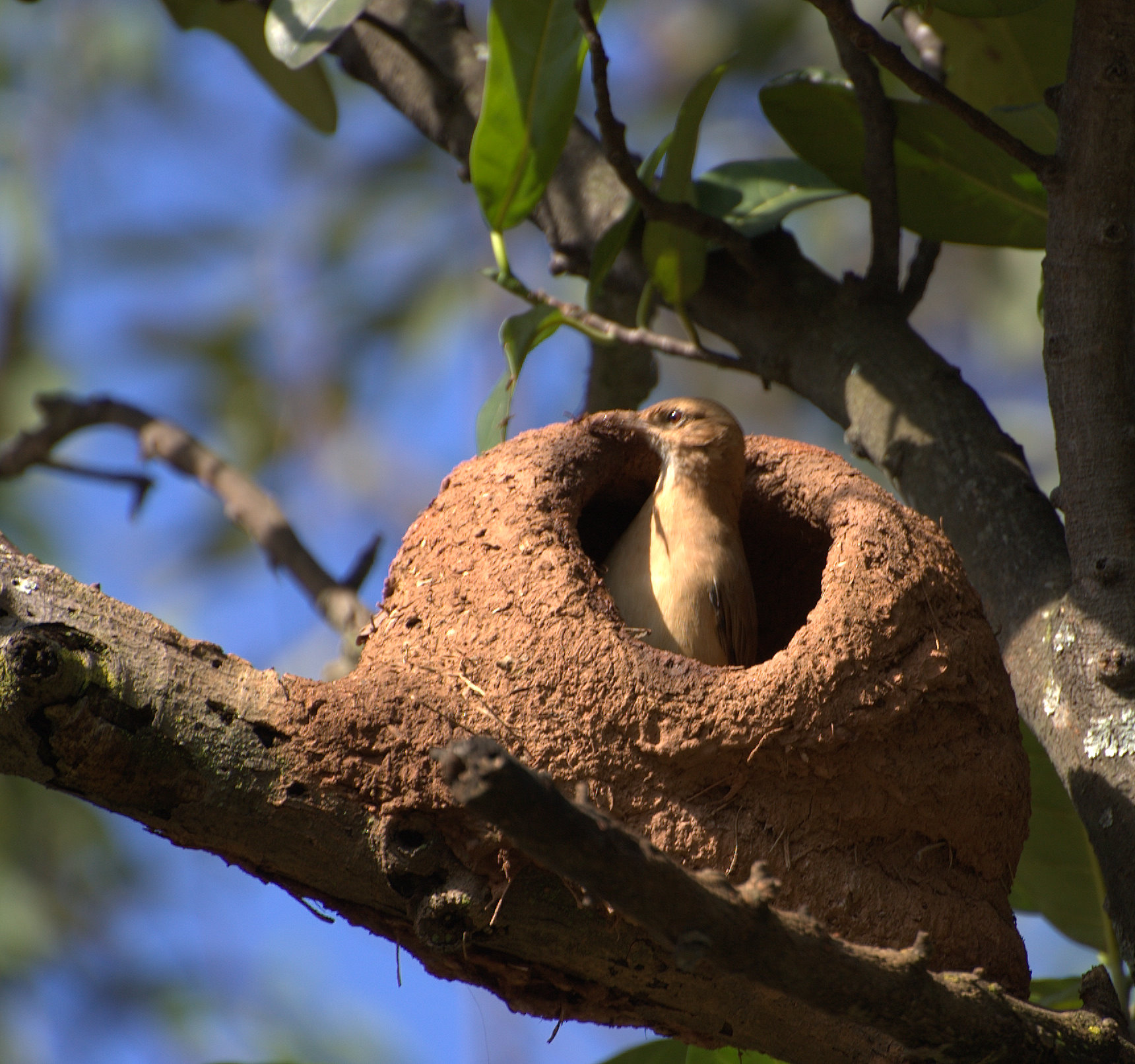
Nido di Furnarius rufus

La conformazione e la lunghezza del becco sono estremamente variabili, in funzione delle abitudini alimentari. La coda è in genere corta e arrotondata; alcune specie possono averla molto lunga, spesso con la punta delle penne irrigidita, utilizzata come appoggio per arrampicarsi. Le ali sono generalmente corte ed arrotondate.

## Biologia
Sono uccelli monogami e territoriali. Entrambi i sessi provvedono alla costruzione del nido, alla cova e all'allevamento della prole.
Il nome scientifico della famiglia deriva dal costume di alcune specie di costruire nidi di fango simili a piccoli forni. A questa caratteristica fanno riferimento anche i nomi comuni inglese (ovenbirds) e spagnolo (horneros). Non tutte le specie della famiglia tuttavia hanno questa usanza: alcune costruiscono i loro nidi in cavità naturali degli alberi o della roccia, altri realizzano nidi a forma di cupola con materiali vegetali.

## Distribuzione e habitat
La famiglia è diffusa nella ecozona neotropicale del Nuovo Mondo, dal Messico alle propaggini meridionali del Sud America.
L'habitat della gran parte delle specie è rappresentato dalla foresta tropicale di bassa quota ma ci sono specie adattate alla vita in ambienti aridi e semi-desertici di alta quota, altre che prediligono gli ambienti dunali costieri o le paludi salmastre, altre infine che popolano i campi coltivati e le aree urbane. Alcune specie esigono habitat molto particolari: p.es il codaspinosa dell'araucaria (Leptasthenura setaria) si trova solo sugli alberi di Araucaria angustifolia, mentre il rampichino delle palme (Berlepschia rikeri) popola esclusivamente boschetti di palme.
Il loro range altitudinale va dal livello del mare sino ai 4500 m.

## Tassonomia
La famiglia Furnariidae comprende i seguenti generi e specie:
- genere Geositta
  - Geositta poeciloptera (zu Wied-Neuwied, 1830)
  - Geositta cunicularia (Vieillot, 1816)
  - Geositta punensis Dabbene, 1917
  - Geositta antarctica Landbeck, 1880
  - Geositta tenuirostris (Lafresnaye, 1836)
  - Geositta maritima (d'Orbigny & Lafresnaye, 1837)
  - Geositta peruviana Lafresnaye, 1847
  - Geositta saxicolina Taczanowski, 1875
  - Geositta rufipennis (Burmeister, 1860)
  - Geositta isabellina (Philippi & Landbeck, 1864)
  - Geositta crassirostris P.L.Sclater, 1866

- genere Ochetorhynchus

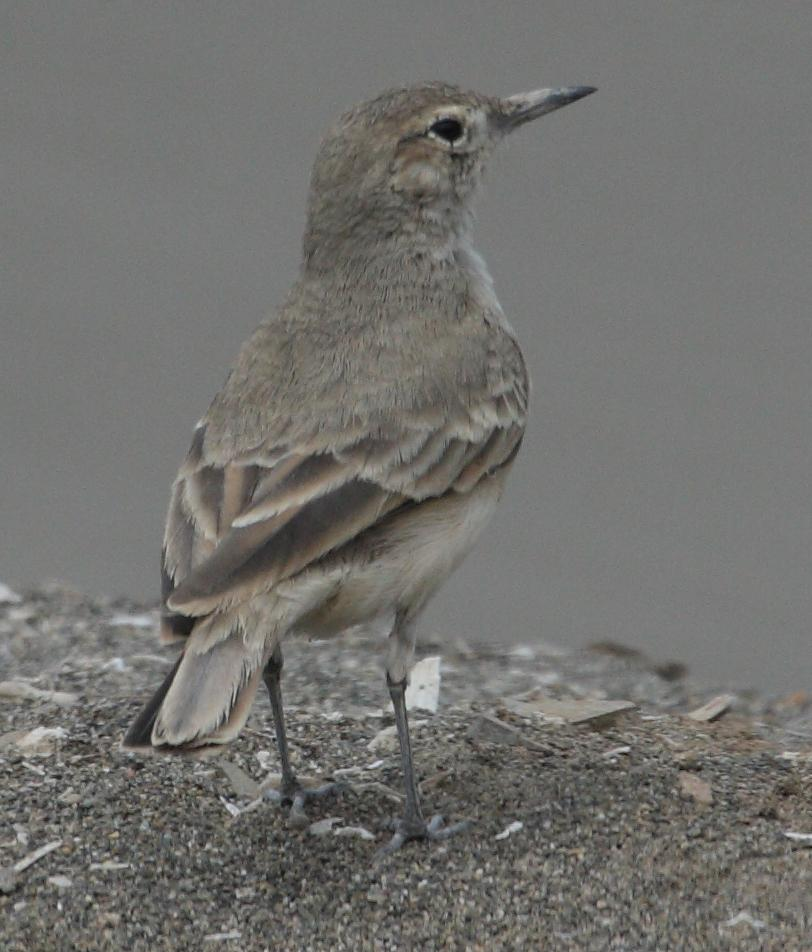
Geositta peruviana

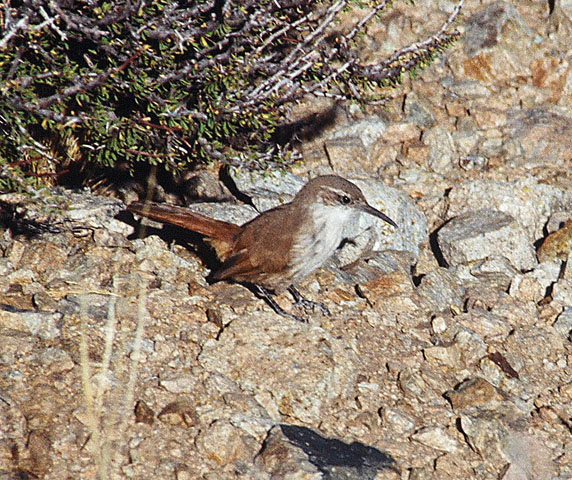
Upucerthia albigula

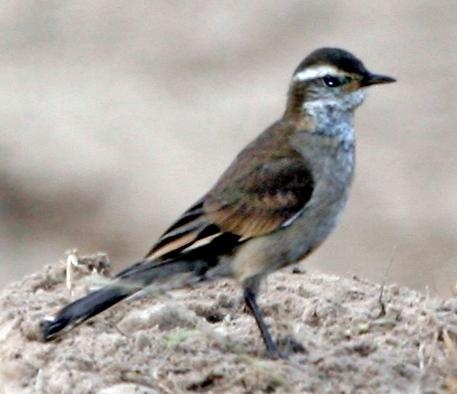
Cinclodes fuscus

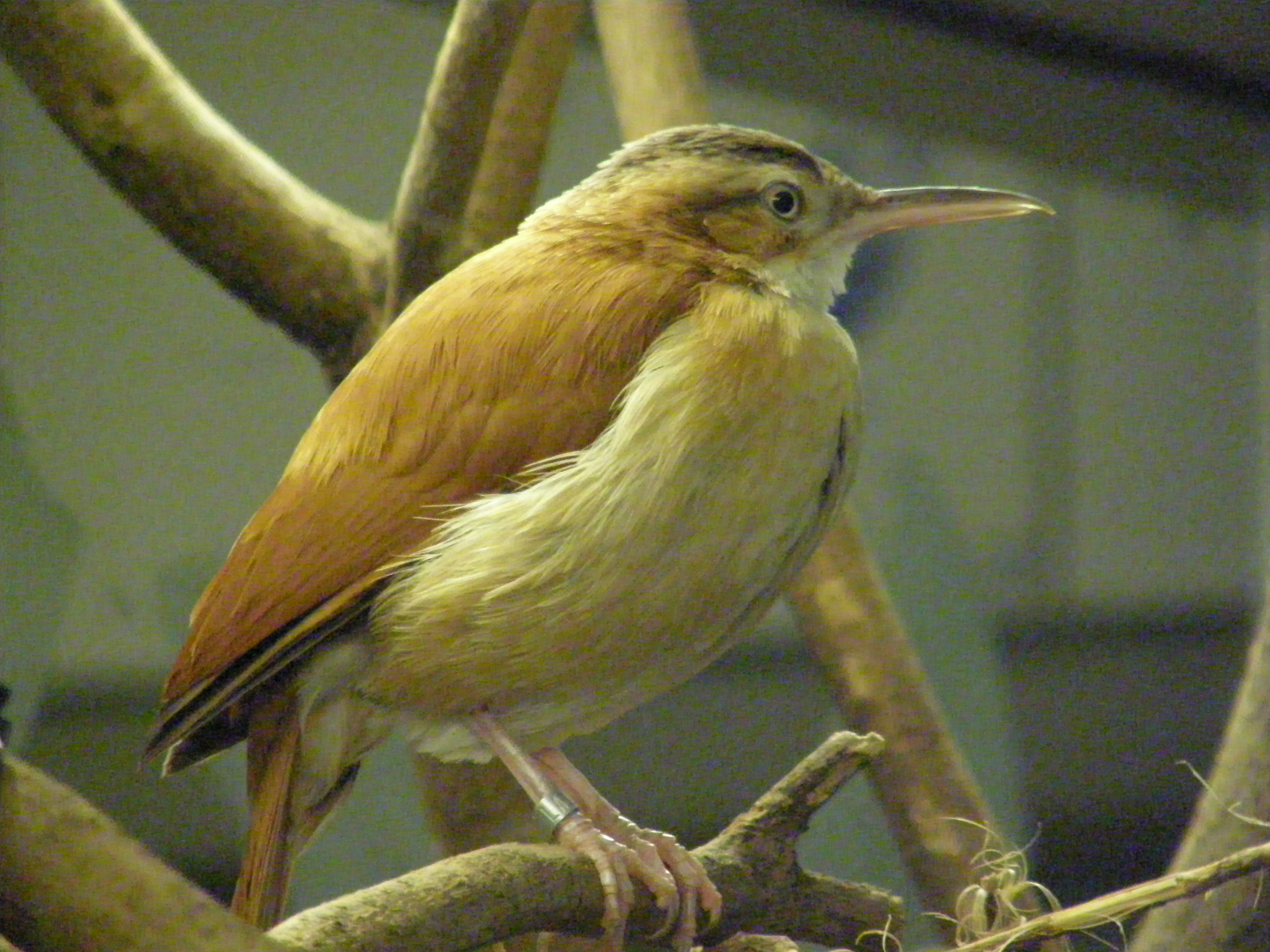
Furnarius cinnamomeus

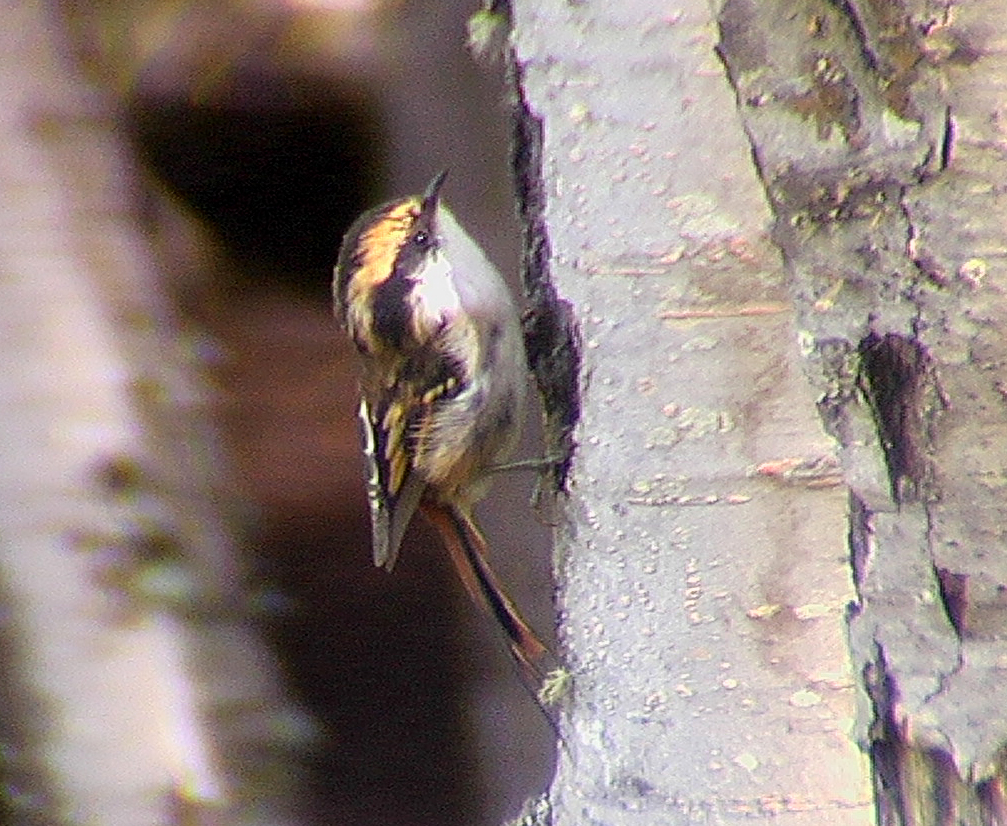
Aphrastura spinicauda

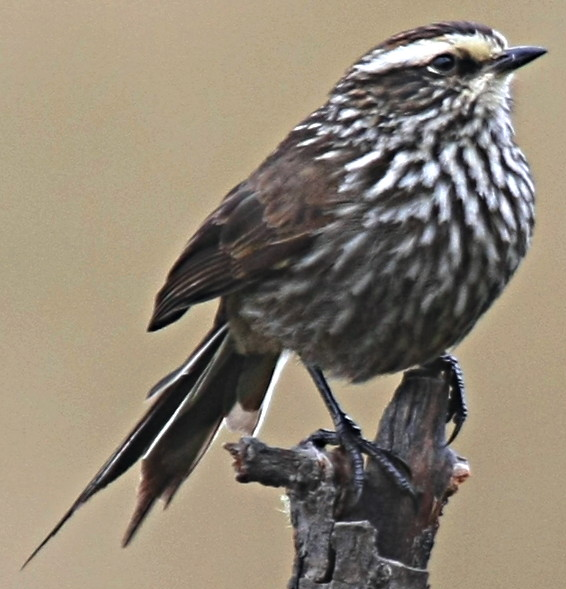
Leptasthenura andicola

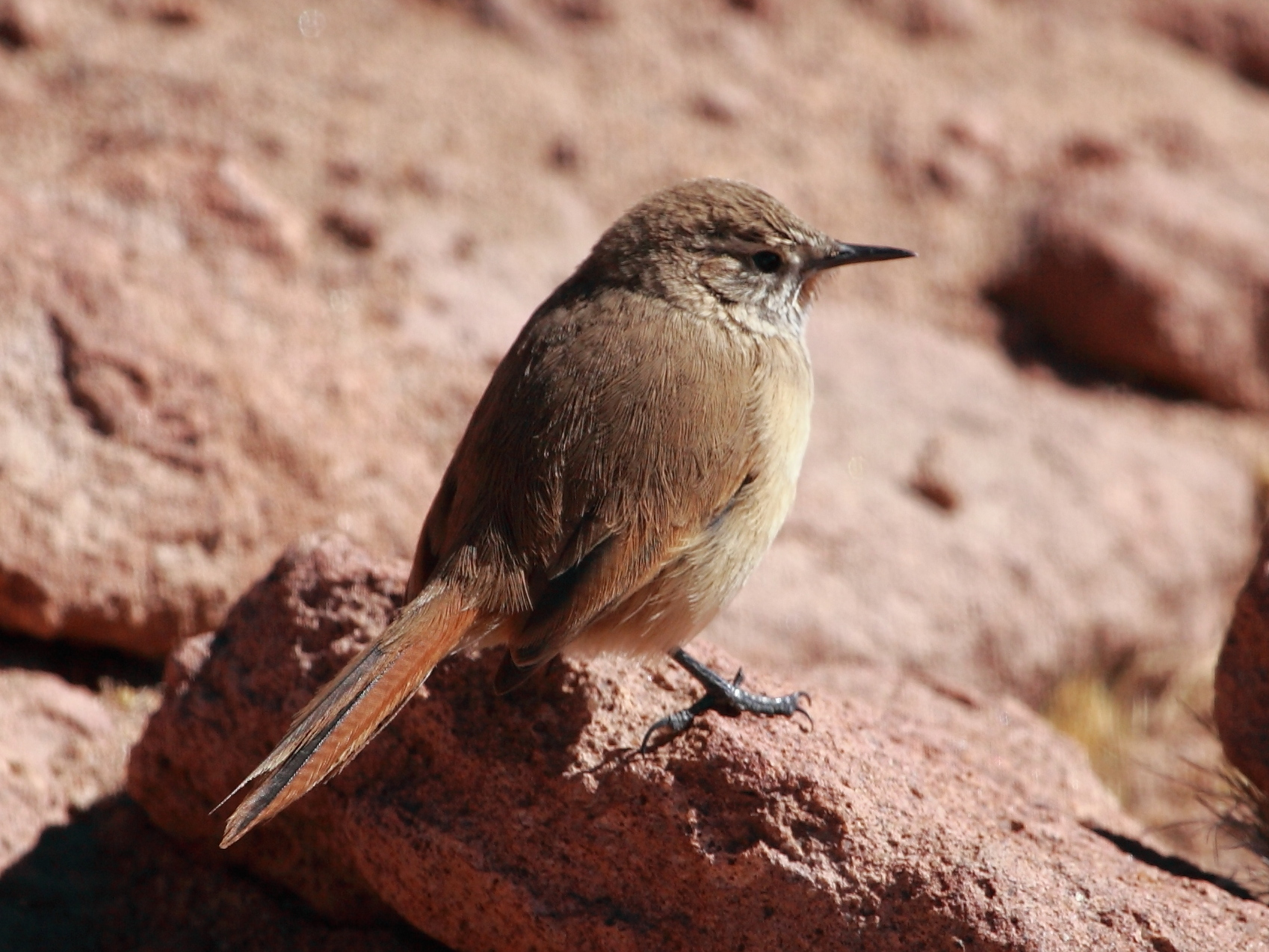
Asthenes modesta

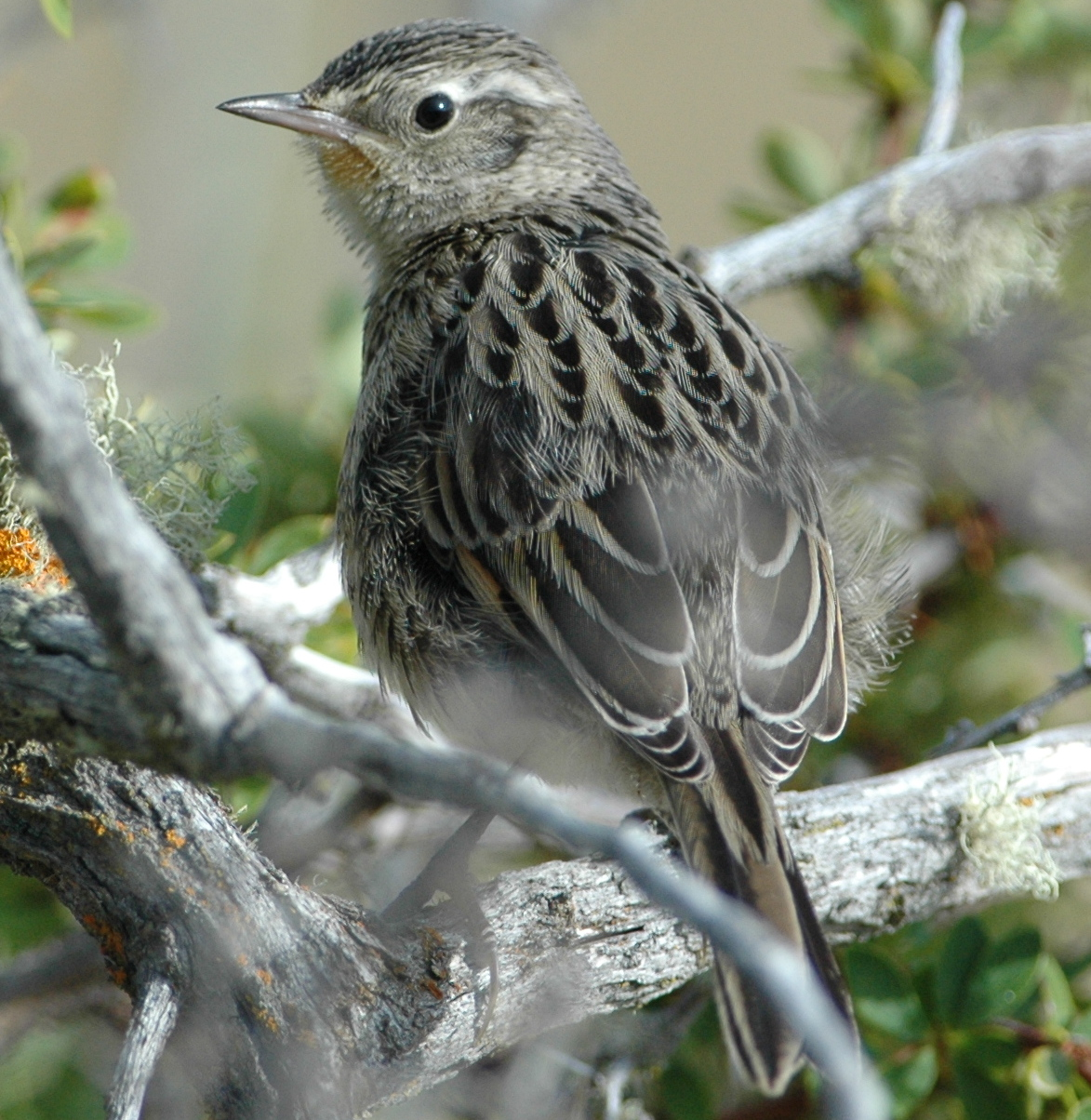
Asthenes anthoides

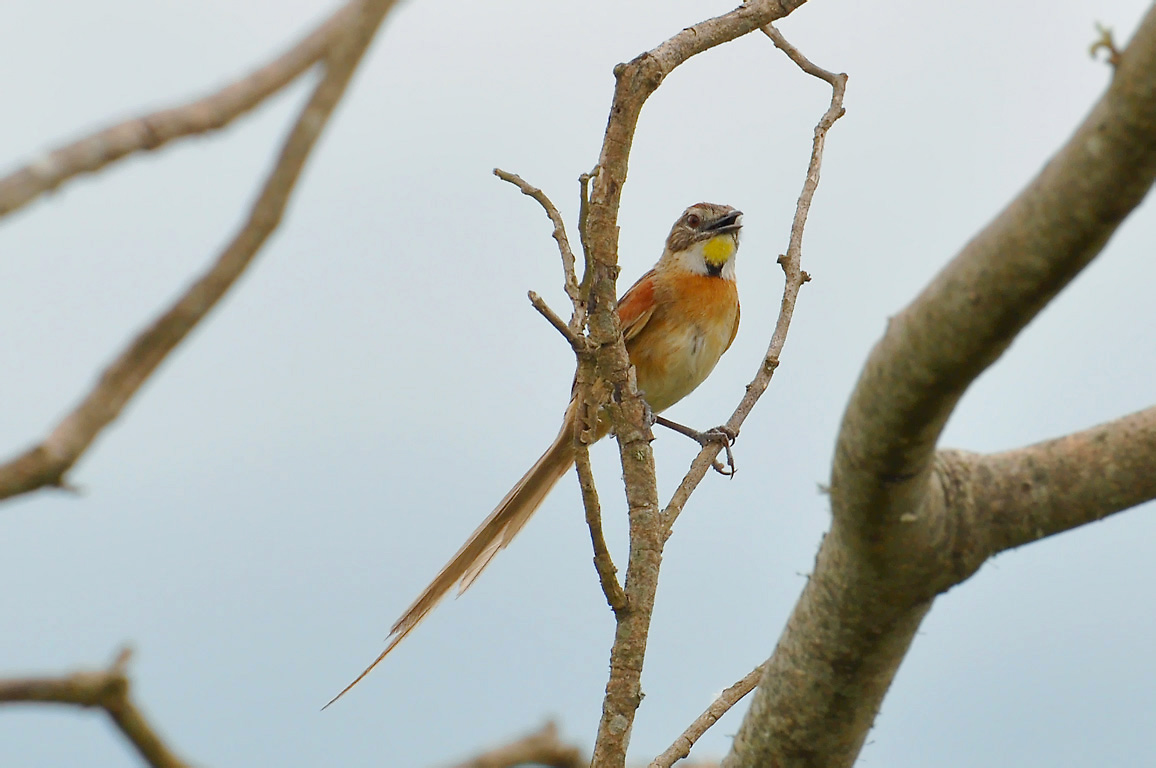
Schoeniophylax phryganophilus

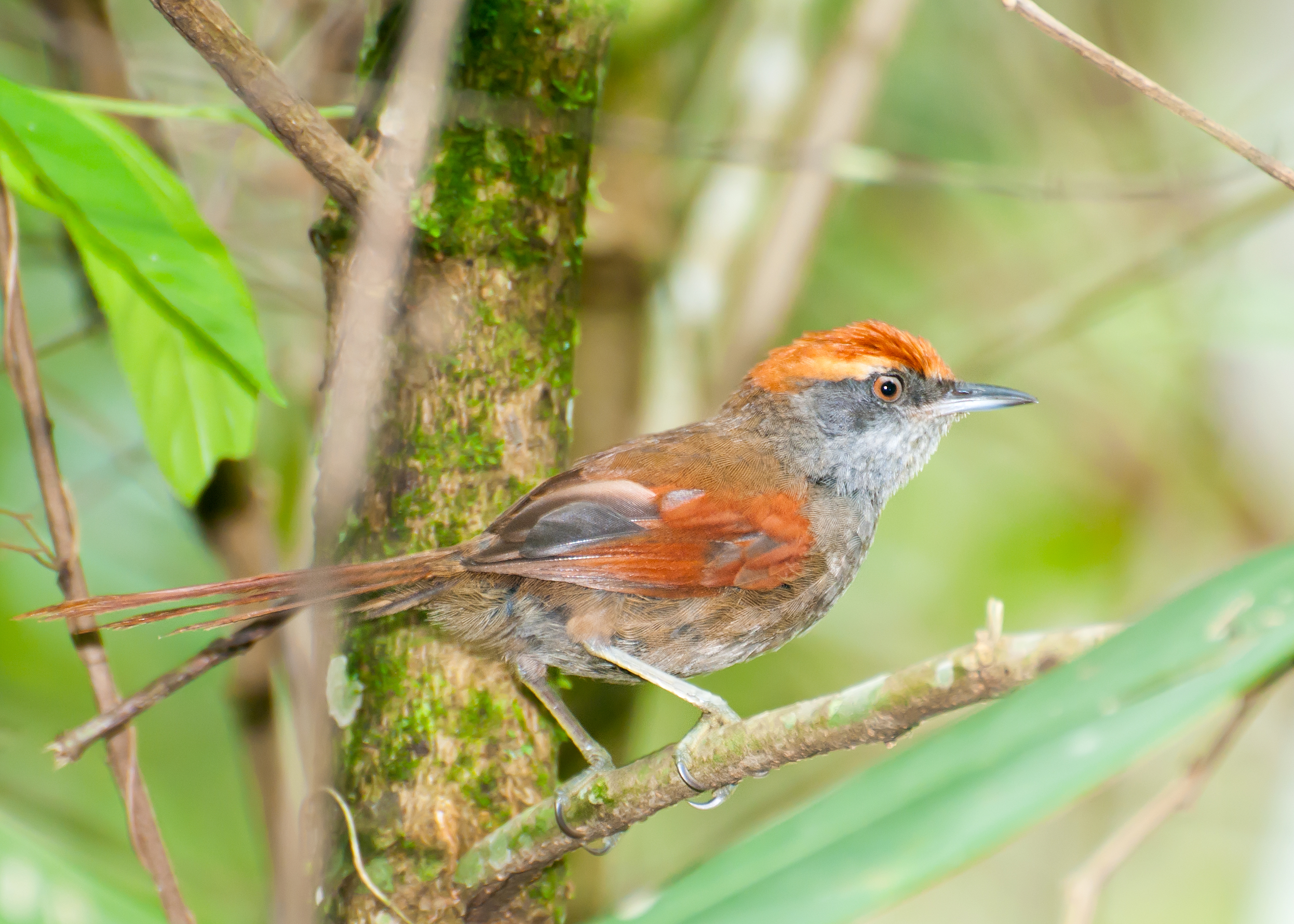
Synallaxis ruficapilla

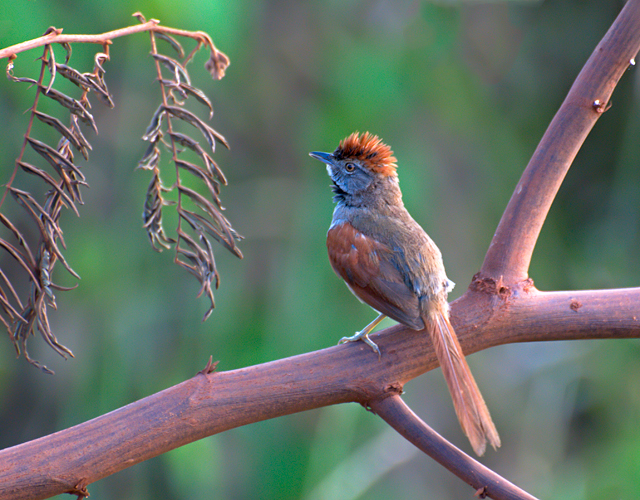
Synallaxis frontalis

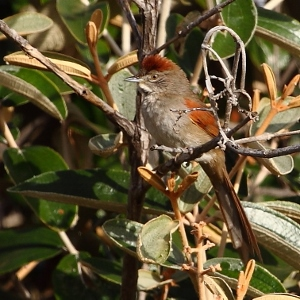
Synallaxis albescens

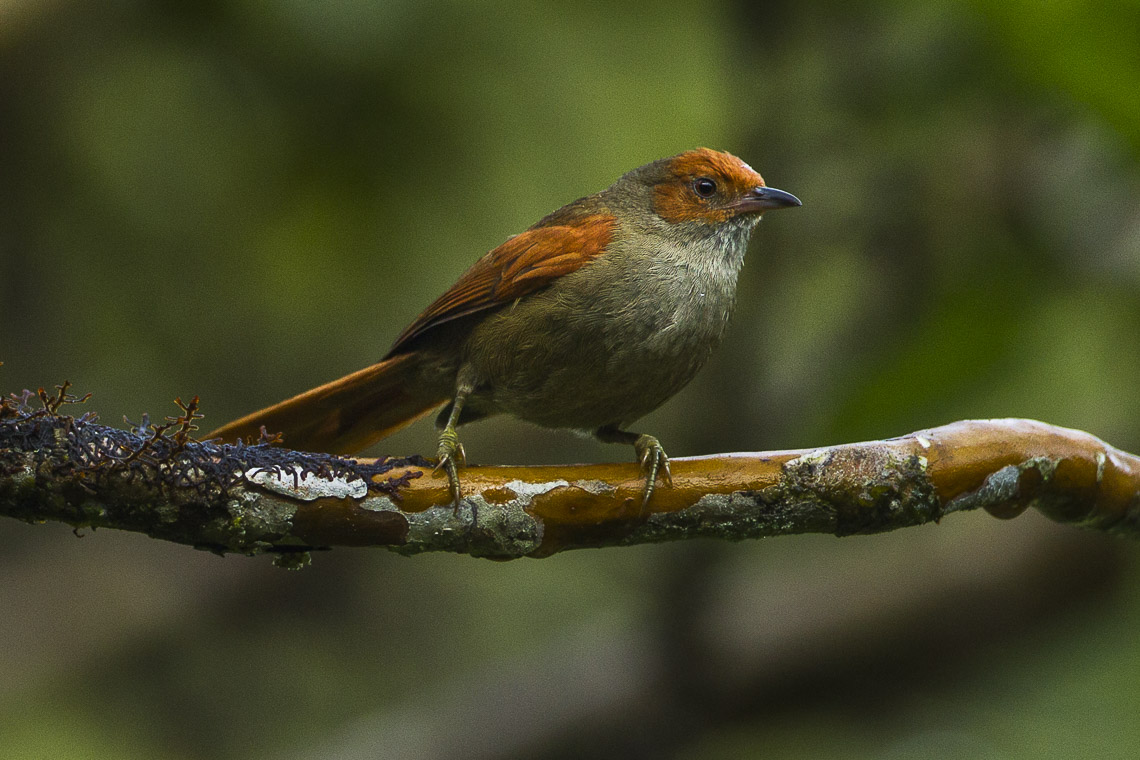
Cranioleuca erythrops

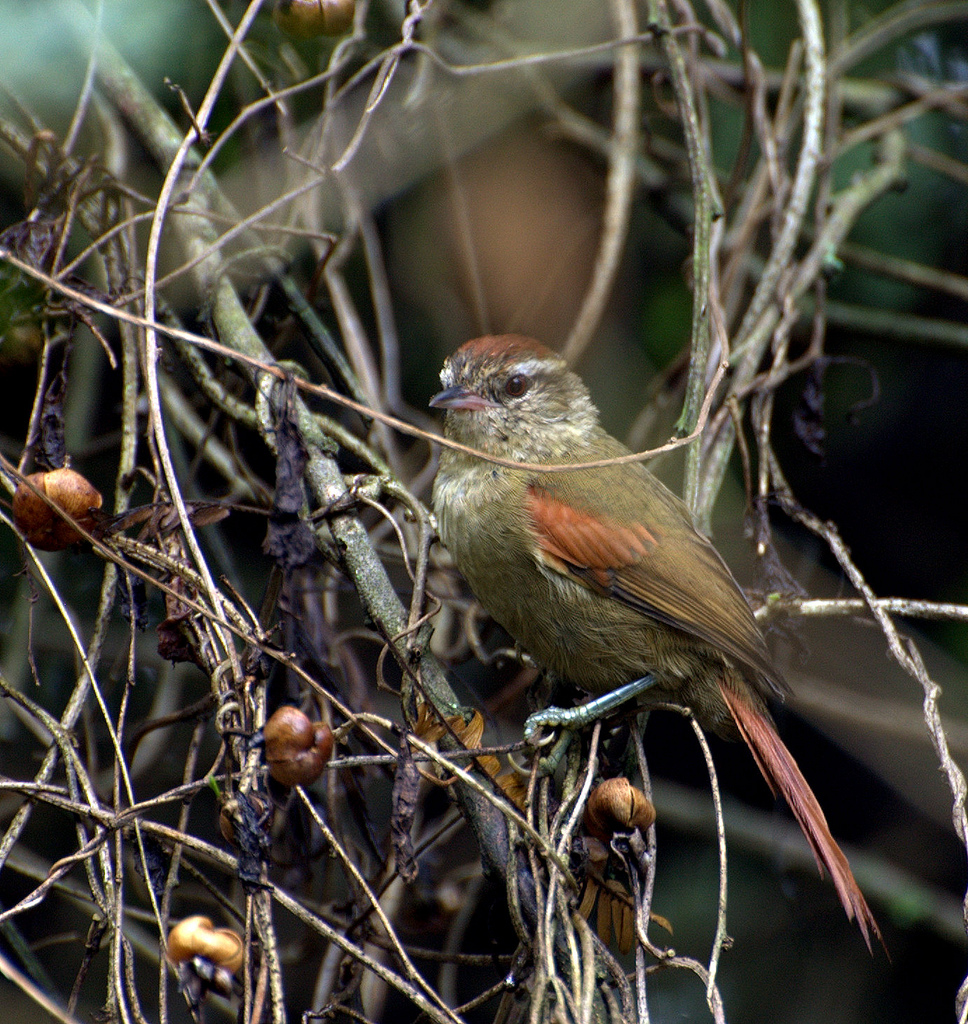
Cranioleuca pallida

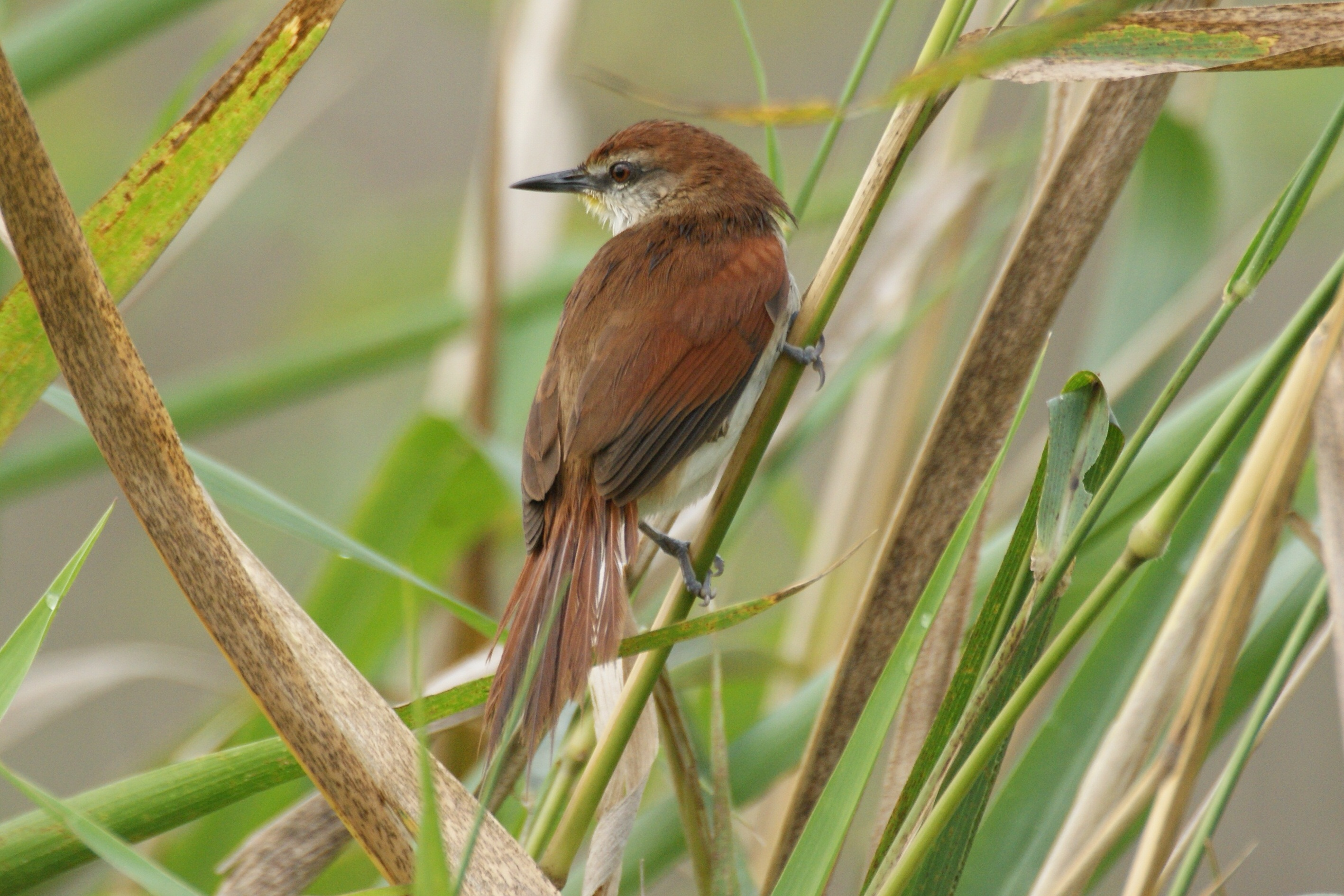
Certhiaxis cinnamomeus

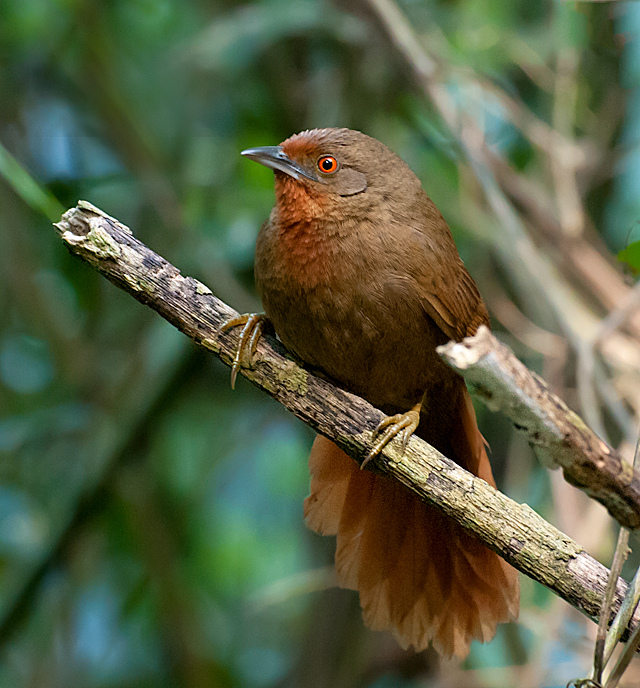
Phacellodomus erythrophthalmus

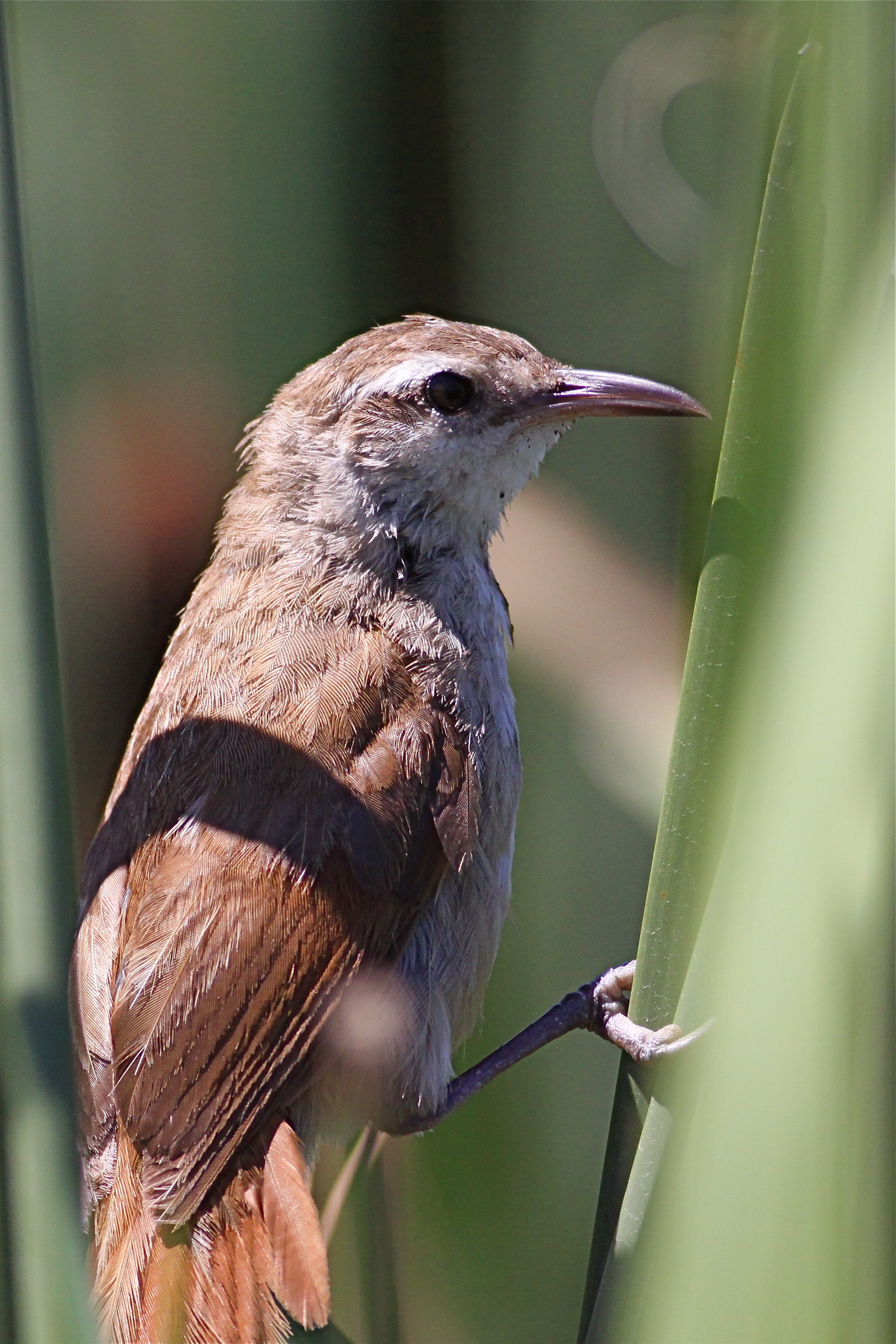
Limnornis curvirostris

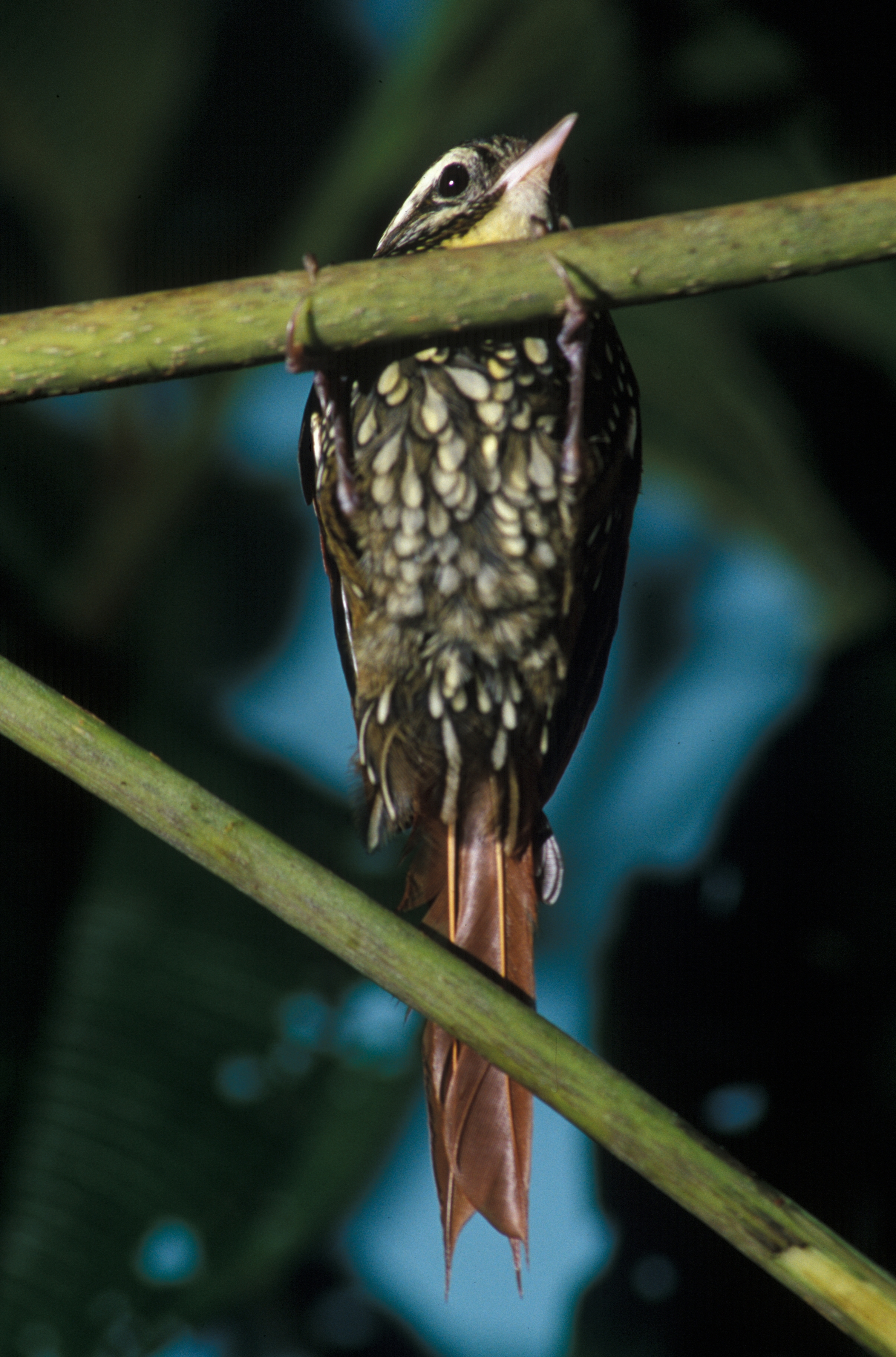
Margarornis squamiger

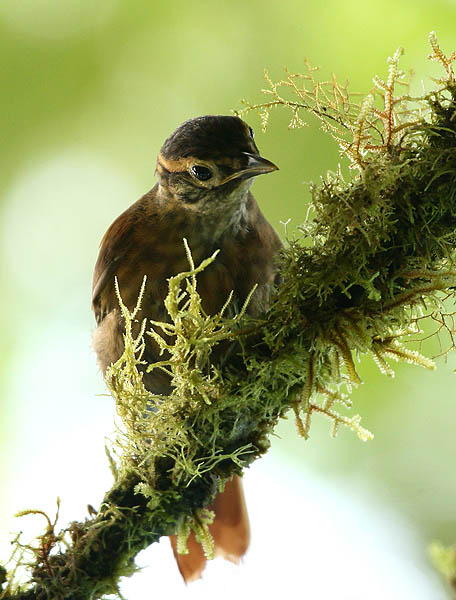
Anabacerthia variegaticeps

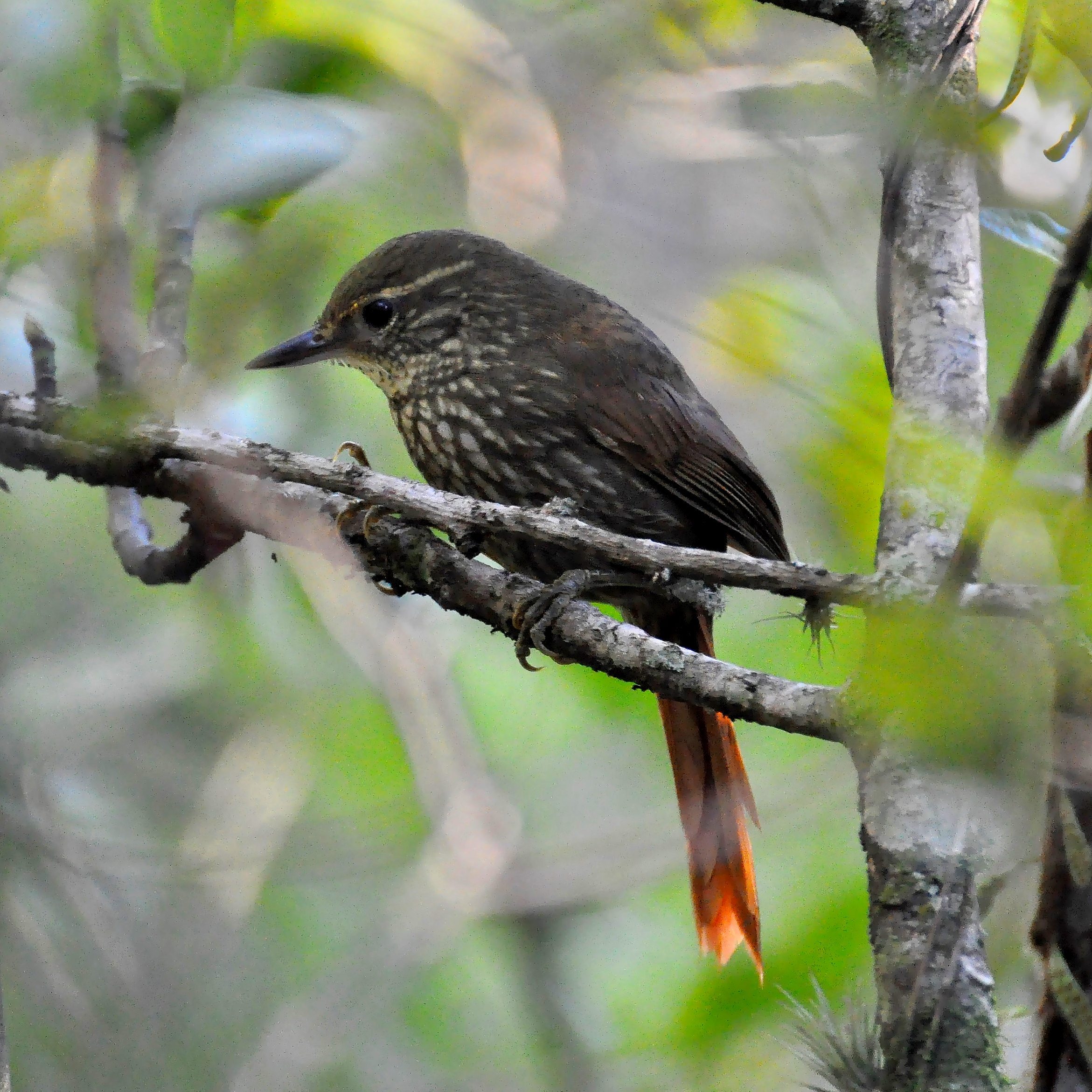
Syndactyla rufosuperciliata

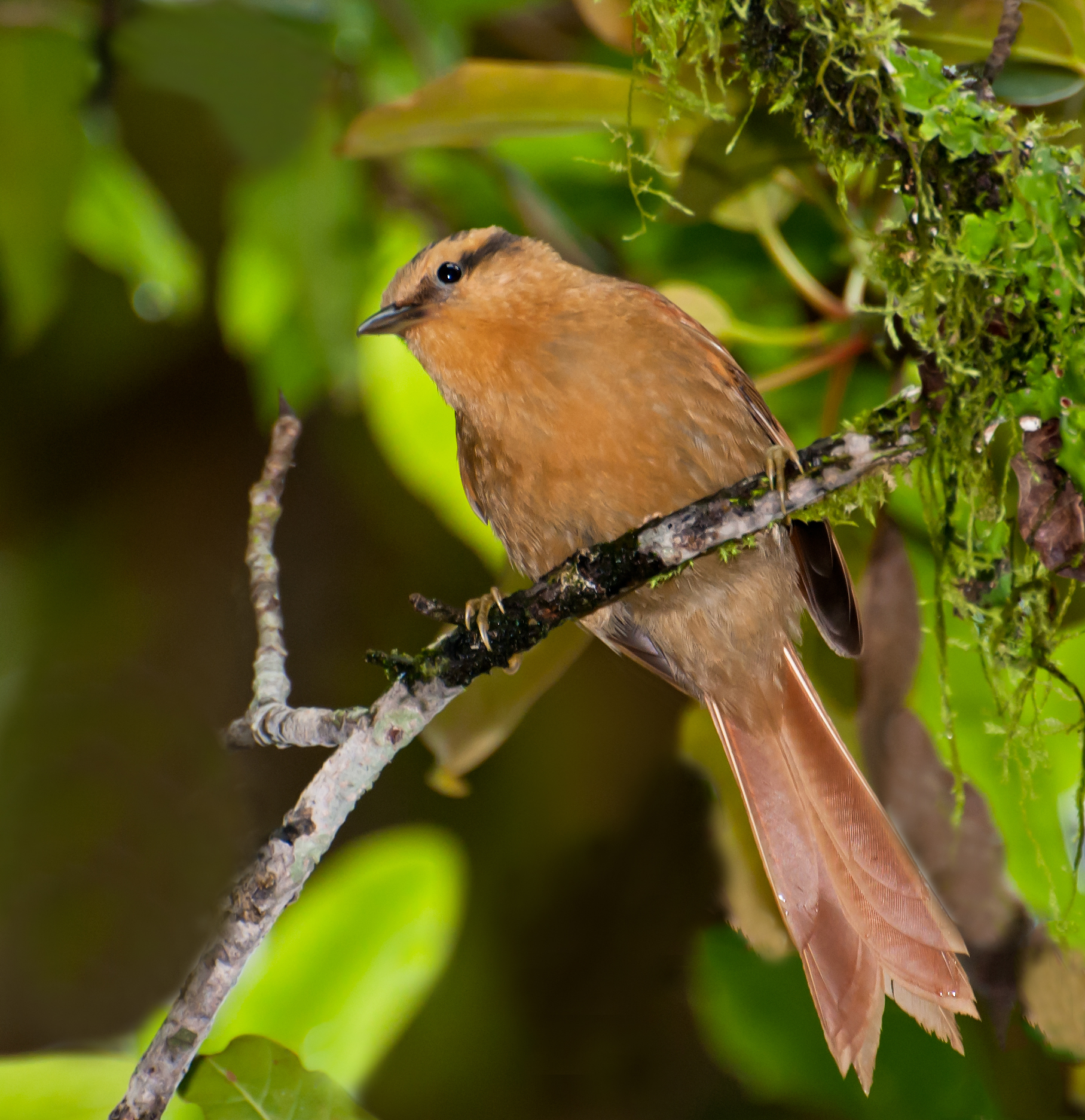
Philydor rufum

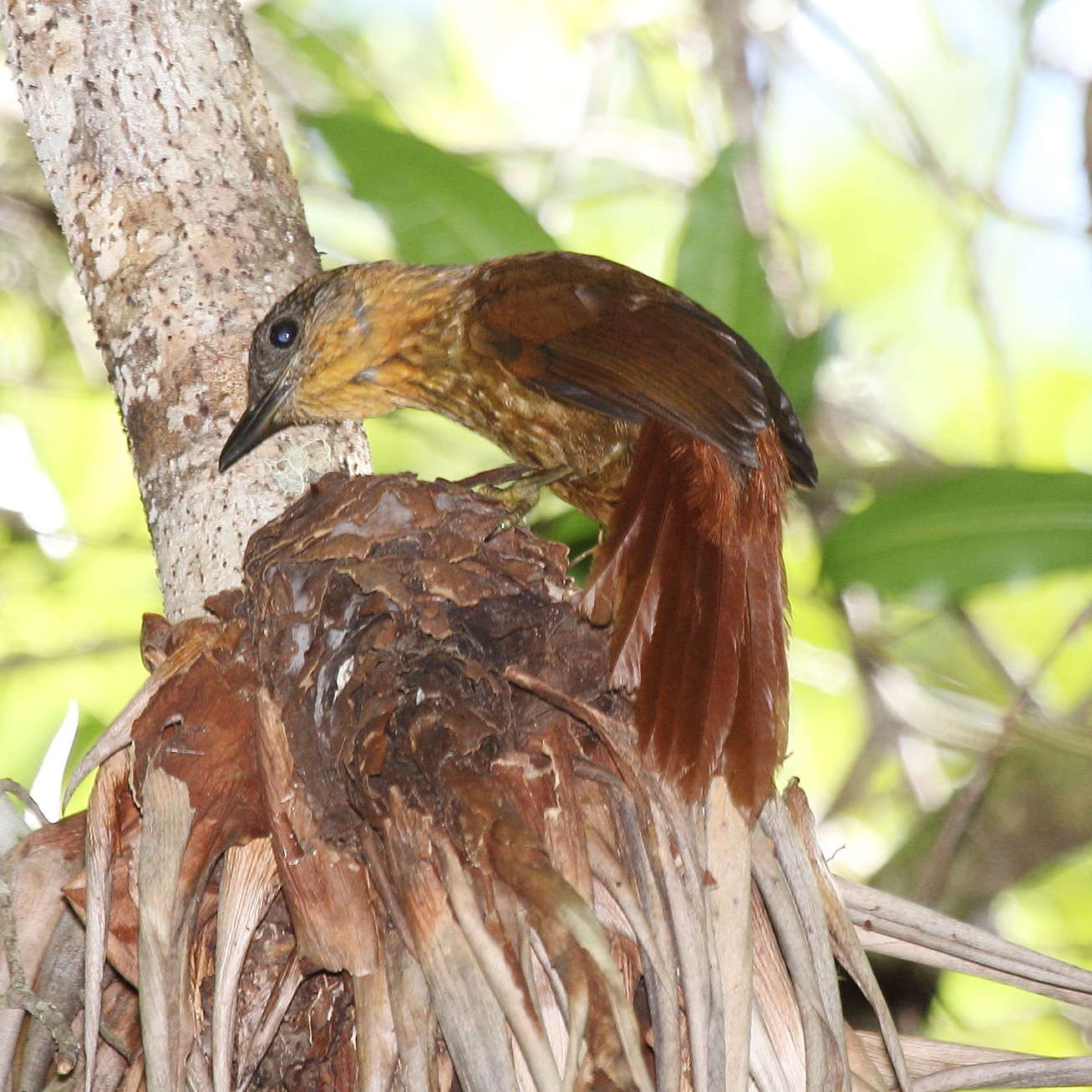
Thripadectes rufobrunneus

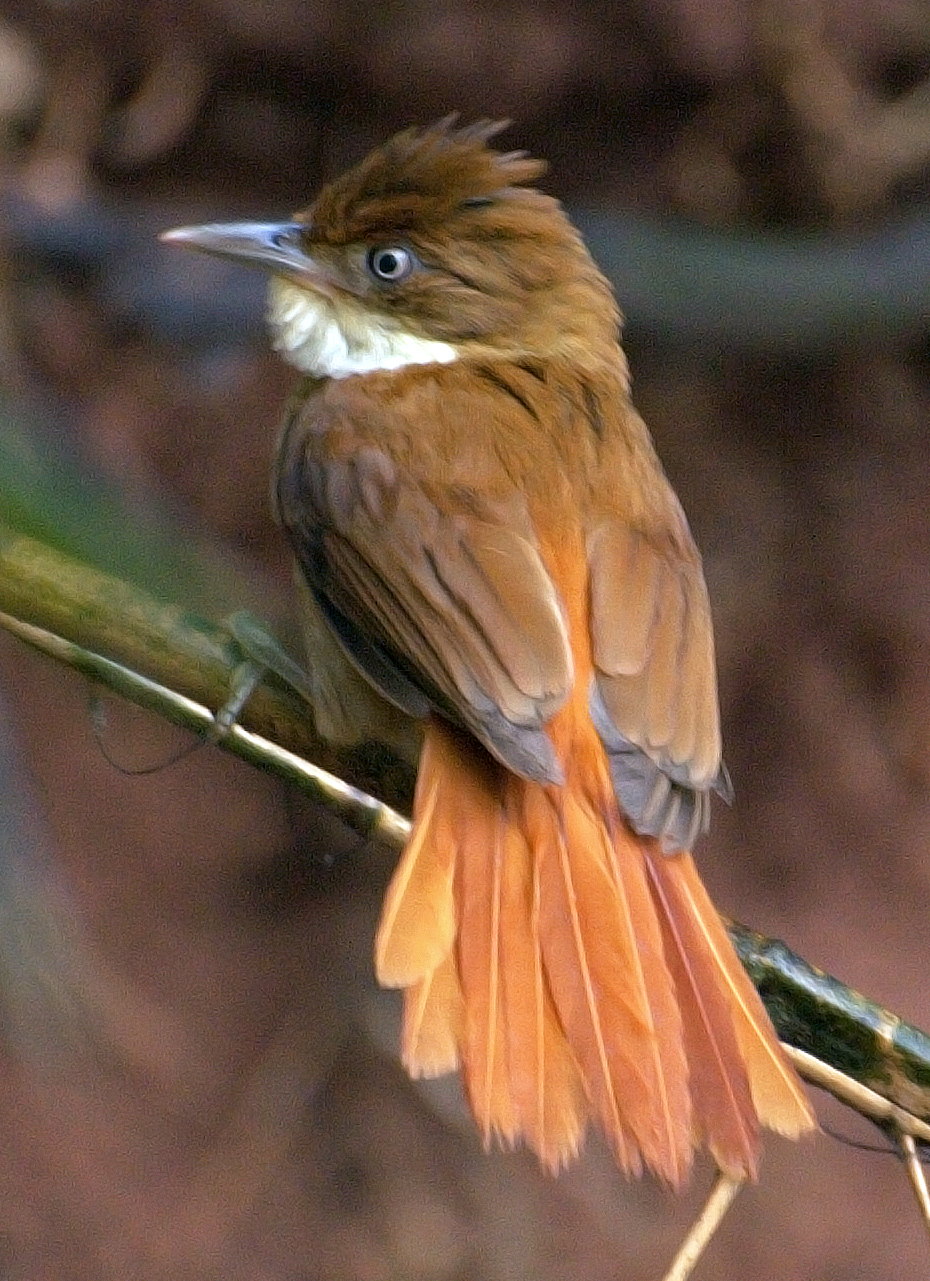
Automolus leucophthalmus

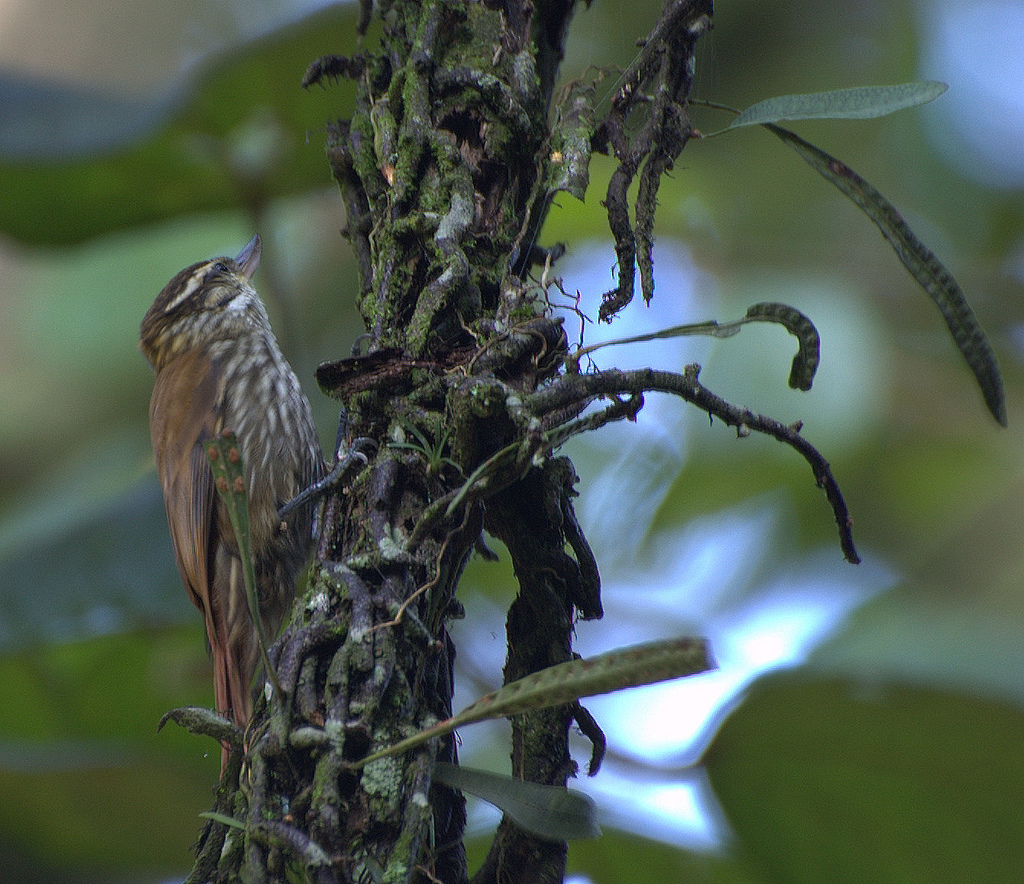
Xenops rutilans

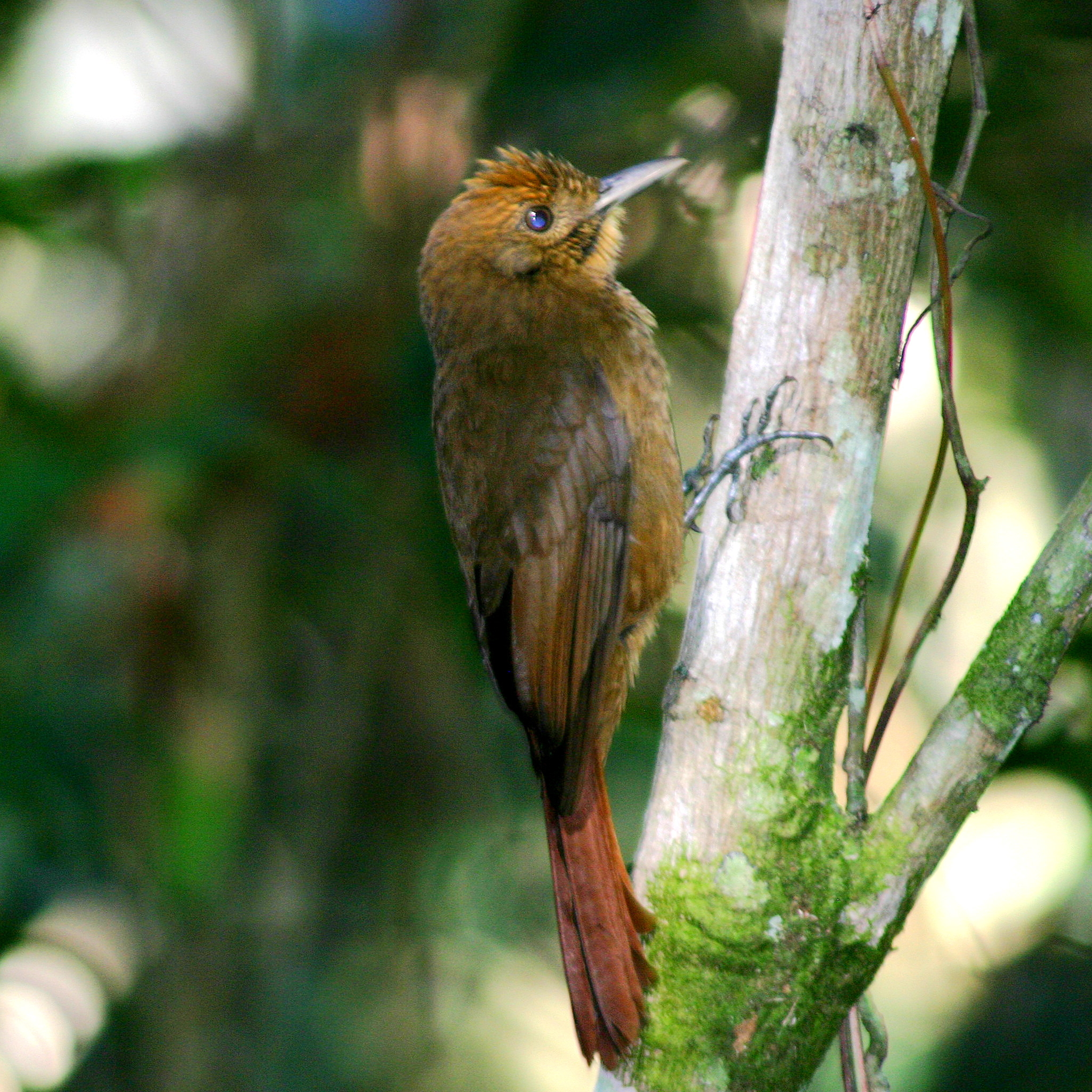
Dendrocincla turdina

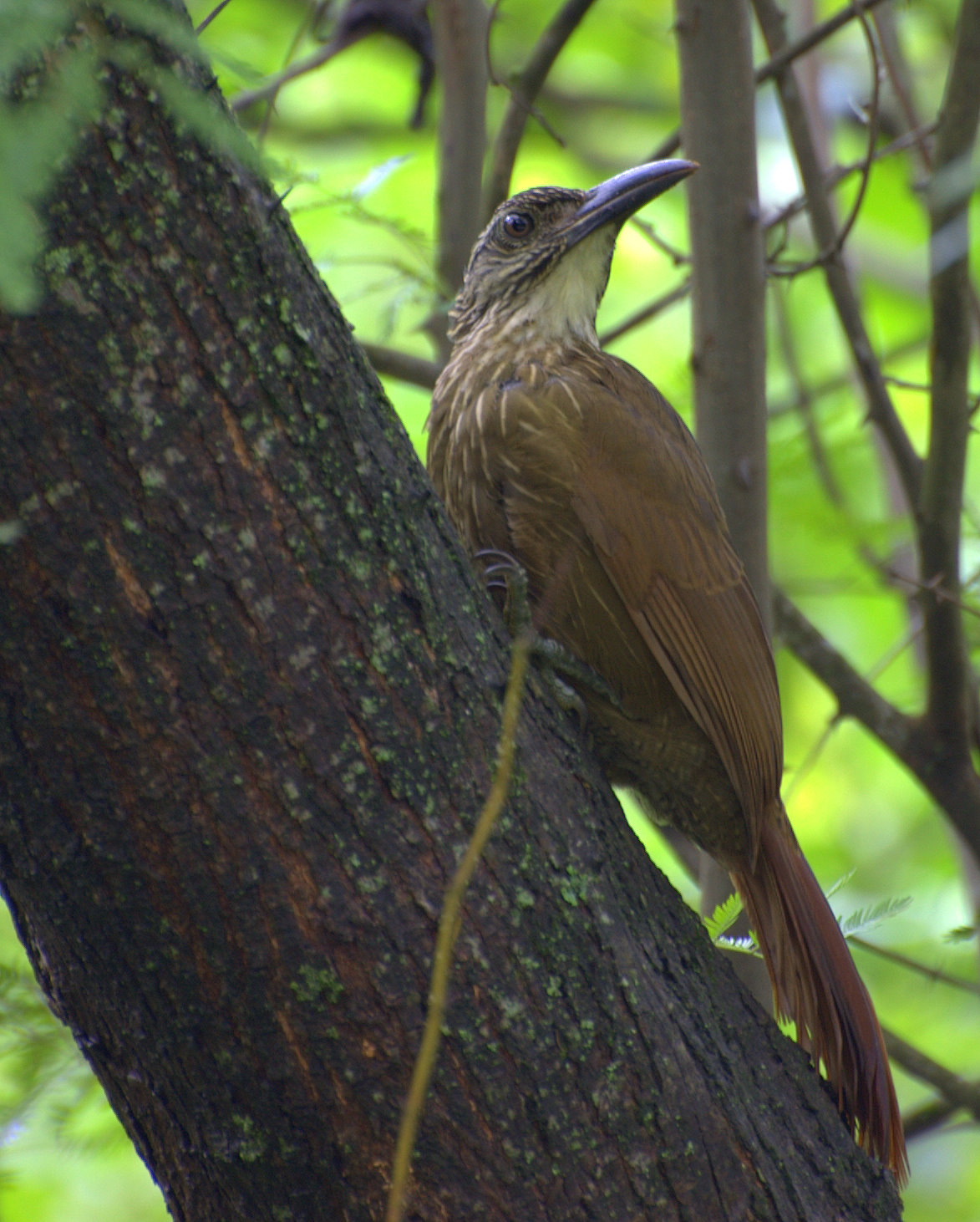
Xiphocolaptes albicollis

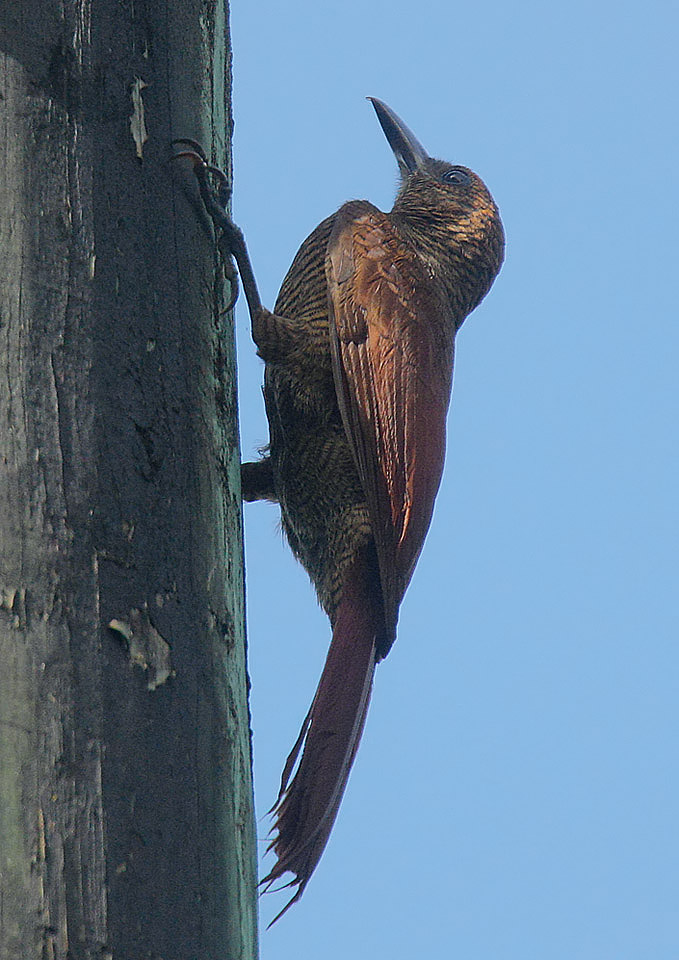
Dendrocolaptes sanctithomae

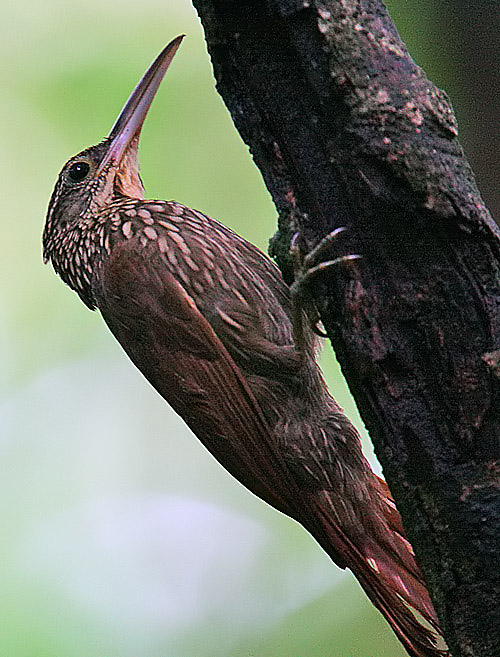
Xiphorhynchus flavigaster

  - Ochetorhynchus ruficaudus Meyen, 1834
  - Ochetorhynchus andaecola (d'Orbigny & Lafresnaye, 1838)
  - Ochetorhynchus phoenicurus (Gould, 1839)
  - Ochetorhynchus melanurus (Gray, GR, 1846)

- genere Upucerthia
  - Upucerthia validirostris (Burmeister, 1861)
  - Upucerthia albigula Hellmayr, 1932
  - Upucerthia dumetaria Geoffroy Saint-Hilaire, I, 1832
  - Upucerthia saturatior Scott, 1900

- genere Geocerthia
  - Geocerthia serrana (Taczanowski, 1875)

- genere Tarphonomus
  - Tarphonomus harterti (von Berlepsch, 1892)
  - Tarphonomus certhioides (d'Orbigny & Lafresnaye, 1838)

- genere Cinclodes
  - Cinclodes pabsti Sick, 1969
  - Cinclodes antarcticus (Garnot, 1826)
  - Cinclodes fuscus (Vieillot, 1818)
  - Cinclodes albidiventris P.L.Sclater, 1860
  - Cinclodes comechingonus Zotta & Gavio, 1944
  - Cinclodes albiventris (Philippi & Landbeck, 1861)
  - Cinclodes olrogi Nores & Yzurieta, 1979
  - Cinclodes excelsior P.L.Sclater, 1860
  - Cinclodes aricomae (Carriker, 1932)
  - Cinclodes atacamensis (Philippi, 1857)
  - Cinclodes palliatus (Tschudi, 1844)
  - Cinclodes oustaleti Scott, 1900
  - Cinclodes patagonicus (J.F.Gmelin, 1789)
  - Cinclodes taczanowskii von Berlepsch & Stolzmann, 1892
  - Cinclodes nigrofumosus (d'Orbigny & Lafresnaye, 1838)

- genere Furnarius
  - Furnarius minor Pelzeln, 1858
  - Furnarius figulus (Lichtenstein, 1823)
  - Furnarius leucopus Swainson, 1838
  - Furnarius cinnamomeus (Lesson, 1844)
  - Furnarius longirostris Pelzeln, 1856
  - Furnarius torridus P.L.Sclater & Salvin, 1866
  - Furnarius rufus (J.F.Gmelin, 1788)
  - Furnarius cristatus Burmeister, 1888

- genere Sylviorthorhynchus
  - Sylviorthorhynchus desmursii Des Murs, 1847

- genere Aphrastura
  - Aphrastura spinicauda (J.F.Gmelin, 1789)
  - Aphrastura masafuerae (Philippi & Landbeck, 1866)

- genere Leptasthenura
  - Leptasthenura fuliginiceps (d'Orbigny & Lafresnaye, 1837)
  - Leptasthenura yanacensis Carriker, 1933
  - Leptasthenura platensis Reichenbach, 1853
  - Leptasthenura aegithaloides (Kittlitz, 1830)
  - Leptasthenura striolata (Pelzeln, 1856)
  - Leptasthenura pileata P.L.Sclater, 1881
  - Leptasthenura xenothorax Chapman, 1921
  - Leptasthenura striata (Philippi & Landbeck, 1863)
  - Leptasthenura andicola P.L.Sclater, 1870
  - Leptasthenura setaria (Temminck, 1824)

- genere Asthenes
  - Asthenes perijana (Phelps Jr, 1977)
  - Asthenes fuliginosa (Lafresnaye, 1843)
  - Asthenes vilcabambae (Vaurie, Weske & Terborgh, 1972)
  - Asthenes coryi (von Berlepsch, 1888)
  - Asthenes griseomurina (P.L.Sclater, 1882)
  - Asthenes palpebralis (Cabanis, 1873)
  - Asthenes helleri (Chapman, 1923)
  - Asthenes harterti (von Berlepsch, 1901)
  - Asthenes moreirae (Miranda-Ribeiro, 1905)
  - Asthenes pyrrholeuca (Vieillot, 1817)
  - Asthenes baeri (von Berlepsch, 1906)
  - Asthenes pudibunda (P.L.Sclater, 1874)
  - Asthenes ottonis (von Berlepsch, 1901)
  - Asthenes heterura (von Berlepsch, 1901)
  - Asthenes modesta (Eyton, 1852)
  - Asthenes humilis (Cabanis, 1873)
  - Asthenes dorbignyi (Reichenbach, 1853)
  - Asthenes arequipae (P.L.Sclater & Salvin, 1869)
  - Asthenes huancavelicae Morrison, 1938
  - Asthenes berlepschi (Hellmayr, 1917)
  - Asthenes luizae Vieillard, 1990
  - Asthenes wyatti (P.L.Sclater & Salvin, 1871)
  - Asthenes sclateri (Cabanis, 1878)
  - Asthenes anthoides (King, 1831)
  - Asthenes hudsoni (P.L.Sclater, 1874)
  - Asthenes urubambensis (Chapman, 1919)
  - Asthenes flammulata (Jardine, 1850)
  - Asthenes virgata (P.L.Sclater, 1874)
  - Asthenes maculicauda (von Berlepsch, 1901)

- genere Pseudasthenes
  - Pseudasthenes humicola (Kittlitz, 1830)
  - Pseudasthenes patagonica (d'Orbigny, 1839)
  - Pseudasthenes cactorum (Koepcke, 1959)
  - Pseudasthenes steinbachi (Hartert, 1909)

- genere Schoeniophylax
  - Schoeniophylax phryganophilus (Vieillot, 1817)

- genere Synallaxis
  - Synallaxis candei d'Orbigny & Lafresnaye, 1838
  - Synallaxis kollari Pelzeln, 1856
  - Synallaxis scutata P.L.Sclater, 1859
  - Synallaxis unirufa Lafresnaye, 1843
  - Synallaxis castanea P.L.Sclater, 1856
  - Synallaxis fuscorufa P.L.Sclater, 1882
  - Synallaxis ruficapilla Vieillot, 1819
  - Synallaxis whitneyi Pacheco & Gonzaga, 1995
  - Synallaxis infuscata Pinto, 1950
  - Synallaxis cinnamomea Lafresnaye, 1843
  - Synallaxis cinerascens Temminck, 1823
  - Synallaxis subpudica P.L.Sclater, 1874
  - Synallaxis frontalis Pelzeln, 1859
  - Synallaxis azarae d'Orbigny, 1835
  - Synallaxis courseni Blake, 1971
  - Synallaxis albescens Temminck, 1823
  - Synallaxis beverlyae Hilty & Ascanio, 2009
  - Synallaxis albigularis P.L.Sclater, 1858
  - Synallaxis hypospodia P.L.Sclater, 1874
  - Synallaxis spixi P.L.Sclater, 1856
  - Synallaxis rutilans Temminck, 1823
  - Synallaxis cherriei Gyldenstolpe, 1930
  - Synallaxis erythrothorax P.L.Sclater, 1855
  - Synallaxis brachyura Lafresnaye, 1843
  - Synallaxis tithys Taczanowski, 1877
  - Synallaxis propinqua Pelzeln, 1859
  - Synallaxis macconnelli Chubb, 1919
  - Synallaxis moesta P.L.Sclater, 1856
  - Synallaxis cabanisi von Berlepsch & Leverkühn, 1890
  - Synallaxis gujanensis (J.F.Gmelin, 1789)
  - Synallaxis maranonica Taczanowski, 1879
  - Synallaxis albilora Pelzeln, 1856
  - Synallaxis zimmeri Koepcke, 1957
  - Synallaxis stictothorax P.L.Sclater, 1859

- genere Siptornopsis
  - Siptornopsis hypochondriaca (Salvin, 1895)

- genere Gyalophylax
  - Gyalophylax hellmayri (Reiser, 1905)

- genere Hellmayrea
  - Hellmayrea gularis (Lafresnaye, 1843)

- genere Cranioleuca
  - Cranioleuca marcapatae Zimmer, 1935
  - Cranioleuca albiceps (d'Orbigny & Lafresnaye, 1837)
  - Cranioleuca vulpina (Pelzeln, 1856)
  - Cranioleuca dissita Wetmore, 1957
  - Cranioleuca vulpecula (P.L.Sclater & Salvin, 1866)
  - Cranioleuca sulphurifera (Burmeister, 1869)
  - Cranioleuca subcristata (P.L.Sclater, 1874)
  - Cranioleuca pyrrhophia (Vieillot, 1818)
  - Cranioleuca henricae Maijer & Fjeldsā, 1997
  - Cranioleuca obsoleta (Reichenbach, 1853)
  - Cranioleuca pallida (zu Wied-Neuwied, 1831)
  - Cranioleuca semicinerea (Reichenbach, 1853)
  - Cranioleuca albicapilla (Cabanis, 1873)
  - Cranioleuca erythrops (P.L.Sclater, 1860)
  - Cranioleuca demissa (Salvin & Godman, 1884)
  - Cranioleuca hellmayri (Bangs, 1907)
  - Cranioleuca curtata (P.L.Sclater, 1870)
  - Cranioleuca antisiensis (P.L.Sclater, 1859)
  - Cranioleuca baroni (Salvin, 1895)
  - Cranioleuca gutturata (d'Orbigny & Lafresnaye, 1838)
  - Cranioleuca muelleri (Hellmayr, 1911)

- genere Certhiaxis
  - Certhiaxis cinnamomeus (J.F.Gmelin, 1788)
  - Certhiaxis mustelinus (P.L.Sclater, 1874)

- genere Thripophaga
  - Thripophaga cherriei von Berlepsch & Hartert, 1902
  - Thripophaga macroura (zu Wied-Neuwied, 1821)
  - Thripophaga fusciceps P.L.Sclater, 1889
  - Thripophaga berlepschi Hellmayr, 1905

- genere Phacellodomus
  - Phacellodomus rufifrons (zu Wied-Neuwied, 1821)
  - Phacellodomus inornatus Ridgway, 1887
  - Phacellodomus sibilatrix P.L.Sclater, 1879
  - Phacellodomus striaticeps (d'Orbigny & Lafresnaye, 1838)
  - Phacellodomus striaticollis (d'Orbigny & Lafresnaye, 1838)
  - Phacellodomus maculipectus Cabanis, 1883
  - Phacellodomus dorsalis Salvin, 1895
  - Phacellodomus ruber (Vieillot, 1817)
  - Phacellodomus erythrophthalmus (zu Wied-Neuwied, 1821)
  - Phacellodomus ferrugineigula (Pelzeln, 1858)

- genere Clibanornis
  - Clibanornis dendrocolaptoides (Pelzeln, 1859)

- genere Spartonoica
  - Spartonoica maluroides (d'Orbigny & Lafresnaye, 1837)

- genere Phleocryptes
  - Phleocryptes melanops (Vieillot, 1817)

- genere Limnornis
  - Limnornis curvirostris Gould, 1839

- genere Limnoctites
  - Limnoctites rectirostris (Gould, 1839)

- genere Anumbius
  - Anumbius annumbi (Vieillot, 1817)

- genere Coryphistera
  - Coryphistera alaudina Burmeister, 1860

- genere Siptornis
  - Siptornis striaticollis (Lafresnaye, 1843)

- genere Metopothrix
  - Metopothrix aurantiaca P.L.Sclater & Salvin, 1866

- genere Xenerpestes
  - Xenerpestes minlosi von Berlepsch, 1886
  - Xenerpestes singularis (Taczanowski & von Berlepsch, 1885)

- genere Premnornis
  - Premnornis guttuliger (P.L.Sclater, 1864)

- genere Premnoplex
  - Premnoplex brunnescens (P.L.Sclater, 1856)
  - Premnoplex tatei Chapman, 1925

- genere Roraimia
  - Roraimia adusta (Salvin & Godman, 1884)

- genere Acrobatornis
  - Acrobatornis fonsecai Pacheco, Whitney, BM & Pedreira Gonzaga, 1996

- genere Margarornis
  - Margarornis rubiginosus Lawrence, 1865
  - Margarornis stellatus P.L.Sclater & Salvin, 1873
  - Margarornis bellulus Nelson, 1912
  - Margarornis squamiger (d'Orbigny & Lafresnaye, 1838)

- genere Pseudoseisura
  - Pseudoseisura cristata (von Spix, 1824)
  - Pseudoseisura unirufa (d'Orbigny & Lafresnaye, 1838)
  - Pseudoseisura lophotes (Reichenbach, 1853)
  - Pseudoseisura gutturalis (d'Orbigny & Lafresnaye, 1838)

- genere Pseudocolaptes
  - Pseudocolaptes lawrencii Ridgway, 1878
  - Pseudocolaptes johnsoni Lönnberg & Rendahl, 1922
  - Pseudocolaptes boissonneautii (Lafresnaye, 1840)

- genere Berlepschia
  - Berlepschia rikeri (Ridgway, 1887)

- genere Anabacerthia
  - Anabacerthia variegaticeps (P.L.Sclater, 1857)
  - Anabacerthia striaticollis Lafresnaye, 1840
  - Anabacerthia amaurotis (Temminck, 1823)

- genere Syndactyla
  - Syndactyla guttulata (P.L.Sclater, 1858)
  - Syndactyla subalaris (P.L.Sclater, 1859)
  - Syndactyla rufosuperciliata (Lafresnaye, 1832)
  - Syndactyla ruficollis (Taczanowski, 1884)
  - Syndactyla dimidiata (Pelzeln, 1859)
  - Syndactyla roraimae (Hellmayr, 1917)

- genere Simoxenops
  - Simoxenops ucayalae (Chapman, 1928)
  - Simoxenops striatus (Carriker, 1935)

- genere Ancistrops
  - Ancistrops strigilatus (von Spix, 1825)

- genere Hyloctistes
  - Hyloctistes subulatus (von Spix, 1824)
  - Hyloctistes virgatus (Lawrence, 1867)

- genere Philydor
  - Philydor ruficaudatum (d'Orbigny & Lafresnaye, 1838)
  - Philydor fuscipenne Salvin, 1866
  - Philydor erythrocercum (Pelzeln, 1859)
  - Philydor erythropterum (P.L.Sclater, 1856)
  - Philydor lichtensteini Cabanis & Heine, 1859
  - Philydor novaesi Teixeira & Gonzaga, 1983
  - Philydor atricapillus (zu Wied-Neuwied, 1821)
  - Philydor rufum (Vieillot, 1818)
  - Philydor pyrrhodes (Cabanis, 1849)

- genere Anabazenops
  - Anabazenops dorsalis (P.L.Sclater & Salvin, 1880)
  - Anabazenops fuscus (Vieillot, 1816)

- genere Cichlocolaptes
  - Cichlocolaptes leucophrus (Jardine & Selby, 1830)

- genere Thripadectes
  - Thripadectes ignobilis (P.L.Sclater & Salvin, 1879)
  - Thripadectes rufobrunneus (Lawrence, 1865)
  - Thripadectes melanorhynchus (Tschudi, 1844)
  - Thripadectes holostictus (P.L.Sclater & Salvin, 1876)
  - Thripadectes virgaticeps Lawrence, 1874
  - Thripadectes flammulatus (Eyton, 1849)
  - Thripadectes scrutator Taczanowski, 1874

- genere Automolus
  - Automolus ochrolaemus (Tschudi, 1844)
  - Automolus infuscatus (P.L.Sclater, 1856)
  - Automolus paraensis Hartert, 1902
  - Automolus leucophthalmus (zu Wied-Neuwied, 1821)
  - Automolus lammi Zimmer, 1947
  - Automolus melanopezus (P.L.Sclater, 1858)
  - Automolus rubiginosus (P.L.Sclater, 1857)
  - Automolus rufipileatus (Pelzeln, 1859)
  - Automolus rufipectus Bangs, 1898

- genere Hylocryptus
  - Hylocryptus erythrocephalus Chapman, 1919
  - Hylocryptus rectirostris (zu Wied-Neuwied, 1831)

- genere Sclerurus
  - Sclerurus mexicanus P.L.Sclater, 1857
  - Sclerurus rufigularis Pelzeln, 1868
  - Sclerurus albigularis P.L.Sclater & Salvin, 1869
  - Sclerurus caudacutus (Vieillot, 1816)
  - Sclerurus scansor (Ménétries, 1835)
  - Sclerurus guatemalensis (Hartlaub, 1844)

- genere Lochmias
  - Lochmias nematura (Lichtenstein, 1823)

- genere Heliobletus
  - Heliobletus contaminatus von Berlepsch, 1885

- genere Microxenops
  - Microxenops milleri Chapman, 1914

- genere Xenops
  - Xenops tenuirostris Pelzeln, 1859
  - Xenops minutus (Sparrman, 1788)
  - Xenops rutilans Temminck, 1821

- genere Megaxenops
  - Megaxenops parnaguae Reiser, 1905

- genere Pygarrhichas
  - Pygarrhichas albogularis (King, 1831)

- genere Dendrocincla
  - Dendrocincla tyrannina (Lafresnaye, 1851)
  - Dendrocincla fuliginosa (Vieillot, 1818)
  - Dendrocincla turdina (Lichtenstein, 1820)
  - Dendrocincla anabatina P.L.Sclater, 1859
  - Dendrocincla merula (Lichtenstein, 1820)
  - Dendrocincla homochroa (P.L.Sclater, 1860)

- genere Deconychura
  - Deconychura longicauda (Pelzeln, 1868)
  - Deconychura stictolaema (Pelzeln, 1868)

- genere Sittasomus
  - Sittasomus griseicapillus (Vieillot, 1818)

- genere Glyphorynchus
  - Glyphorynchus spirurus (Vieillot, 1819)

- genere Drymornis
  - Drymornis bridgesii (Eyton, 1849)

- genere Nasica
  - Nasica longirostris (Vieillot, 1818)

- genere Dendrexetastes
  - Dendrexetastes rufigula (Lesson, 1844)

- genere Hylexetastes
  - Hylexetastes perrotii (Lafresnaye, 1844)
  - Hylexetastes uniformis Hellmayr, 1909
  - Hylexetastes brigidai Cardoso da Silva, Novaes & Oren, 1995
  - Hylexetastes stresemanni Snethlage, E, 1925

- genere Xiphocolaptes
  - Xiphocolaptes promeropirhynchus (Lesson, 1840)
  - Xiphocolaptes albicollis (Vieillot, 1818)
  - Xiphocolaptes falcirostris (von Spix, 1824)
  - Xiphocolaptes major (Vieillot, 1818)

- genere Dendrocolaptes
  - Dendrocolaptes sanctithomae (Lafresnaye, 1852)
  - Dendrocolaptes certhia (Boddaert, 1783)
  - Dendrocolaptes hoffmannsi Hellmayr, 1909
  - Dendrocolaptes picumnus Lichtenstein, 1820
  - Dendrocolaptes platyrostris von Spix, 1824

- genere Dendroplex
  - Dendroplex picus (J.F.Gmelin, 1788)
  - Dendroplex kienerii (Des Murs, 1856)

- genere Xiphorhynchus
  - Xiphorhynchus obsoletus (Lichtenstein, 1820)
  - Xiphorhynchus fuscus (Vieillot, 1818)
  - Xiphorhynchus atlanticus (Cory, 1916)
  - Xiphorhynchus pardalotus (Vieillot, 1818)
  - Xiphorhynchus ocellatus (von Spix, 1824)
  - Xiphorhynchus chunchotambo (Tschudi, 1844)
  - Xiphorhynchus elegans (Pelzeln, 1868)
  - Xiphorhynchus spixii (Lesson, 1830)
  - Xiphorhynchus guttatus (Lichtenstein, 1820)
  - Xiphorhynchus susurrans (Jardine, 1847)
  - Xiphorhynchus flavigaster Swainson, 1827
  - Xiphorhynchus lachrymosus (Lawrence, 1862)
  - Xiphorhynchus erythropygius (P.L.Sclater, 1860)
  - Xiphorhynchus triangularis (Lafresnaye, 1842)

- genere Lepidocolaptes
  - Lepidocolaptes leucogaster (Swainson, 1827)
  - Lepidocolaptes souleyetii (Des Murs, 1849)
  - Lepidocolaptes angustirostris (Vieillot, 1818)
  - Lepidocolaptes affinis (Lafresnaye, 1839)
  - Lepidocolaptes lacrymiger (Des Murs, 1849)
  - Lepidocolaptes squamatus (Lichtenstein, 1822)
  - Lepidocolaptes falcinellus (Cabanis & Heine, 1859)
  - Lepidocolaptes albolineatus (Lafresnaye, 1846)

- genere Drymotoxeres
  - Drymotoxeres pucheranii (Lafresnaye, 1849)

- genere Campylorhamphus
  - Campylorhamphus trochilirostris (Lichtenstein, 1820)
  - Campylorhamphus falcularius (Vieillot, 1822)
  - Campylorhamphus pusillus (P.L.Sclater, 1860)
  - Campylorhamphus procurvoides (Lafresnaye, 1850)